# Mark R. Showalter
Mark Robert Showalter, né le 5 décembre 1957 à Abington, en Pennsylvanie, est un astronome américain de l'Institut SETI. Il a découvert six satellites naturels et trois anneaux planétaires. Il est le principal créateur de la section du Planetary Data System qui compile les données des anneaux planétaires et un des responsables de la mission Cassini-Huygens vers Saturne, et travaille sur la mission de la sonde spatiale New Horizons à destination de Pluton.

## Biographie
Showalter est né à Abington (Pennsylvanie). Il obtient une licence en physique et mathématiques au Oberlin College en 1979. Il n'était pas enclin à poursuivre des études d'astronomie mais il change d'avis en voyant les images de Jupiter prises par la sonde Voyager 2.
Showalter obtient une maîtrise en astronomie à l'Université Cornell en 1982, et un doctorat à Cornell en 1985,. À l'occasion de sa thèse sur les anneaux de Jupiter, il découvre l'anneau gossamer,.
En 1990, en exploitant les données de Voyager collectées dix ans auparavant, Showalter découvre Pan, un satellite naturel de Saturne. Pan est orbite à l'intérieur des anneaux de Saturne et balaie sa trajectoire en maintenant la Division d'Encke,.
En 2003, Showalter et Jack J. Lissauer découvrent deux satellites d'Uranus (Mab et Cupid) sur les images de Hubble,. En 2006, il découvre deux anneaux très fins, μ et ν,.
En 2010, Showalter découvre que les plissements en forme de spirale verticale dans les anneaux de Jupiter ont été causés par l'impact de Shoemaker-Levy 9 en juillet 1994. Une deuxième formation similaire mais plus petite est découverte. Cette dernière est causée par un impact inconnu au début de 1990. Il découvre aussi des formes en spirales dans l'anneau D de Saturne,,,.
Showalter a aidé le programme New Horizons pour déterminer les risques que pourrait encourir un vol spatial à l'approche de Pluton. En 2011, une recherche avec Hubble d'anneaux fins de poussière autour de Pluton a permis la découverte du satellite Kerbéros,. Il découvre également avec l'équipe de New Horizons le cinquième satellite de Pluton, Styx, en juillet 2012,.
Le 15 juillet 2013, une équipe d'astronomes menée par Mark Showalter découvre Hippocampe, un satellite de Neptune, en analysant les images prises par Hubble de 2004 à 2009.
L'astéroïde aréocroiseur (18499) Showalter est nommé en l'honneur du Dr Showalter.

## Vie personnelle
Showalter est un adepte de la plongée sous-marine et de la photographie. Il est marié à Frank Yellin, avec qui il vit en Californie,.